# Raketne fregate klase Kotor
Klasa Kotor (poznata i kao VPBR – Veliki Patrolni Brod) je klasa brodova koja je projektirana u bivšoj SFRJ s namjerom da zamjeni starije razarače te da čini okosnicu ratne flote.

## Dizajn i razvoj
Razvoj VPBr-a započinje krajem 1970-ih godina kada se javila potreba za brodovima koji bi predvodili udarne snage u izvan obalnoj borbi, zamijenivši u toj ulozi stare razarače. Razvoj se odvija u Brodarskom institutu u Zagrebu a završen je 1982. Klasa je razvijena na bazi Ruske klase Koni, no uz znatne izmjene u dizajnu i poboljšanja. Najuočljivija razlika su lanseri raketa, koji su kod Kotora okrenuti prema pramcu dok su kod Konija okrenuti prema krmi. Prvi brod ove klase je uveden u sastav JRM 29. prosinca 1986. pod oznakom VPBR-33 Kotor, a drugi brod je uveden 25. veljače 1988. pod oznakom VPBR-34 Pula.
Klasu Kotor pokreće CODAG pogonska grupa koja se sastoji od jedne plinske turbine M8G maksimalne snage 14720 kW te pokreće jedan propeler. Plinska turbina se rijetko upotrebljava, a namijenjena je ubrzavanju u kratkom vremenu u borbenim uvjetima. Ostatak pogona čine dva Pielstick SEMT 12 PA 6V 280 dizelska motora koji imaju maksimalnu snagu od 3648 kW a pokreću dva propelera te čine osnovni pogon koji se najčešće koristi.

## Naoružanje
Za površinsku borbu, Kotor koristi 4 sovjetske protubrodske rakete P-21 (samonavođenje) ili P-22 (aktivno radarsko navođenje) (NATO naziv SS-N-2 Styx) koje imaju minimalni domet 8 km, a najveći 80 km. Rakete imaju masu bojne glave 480 kg, te mogu letjeti na visinama od 25 ili 50 metara pri brzini od 0,9 Mach.
Topničko naoružanje fregate se sastoji od jednog univerzalnog dvocijevnog automatskog topa AK-726 kalibra 76,2 mm i dva topa AK-230 kalibra 30 mm.
Za protuzračnu obranu broda od napada iz zraka koristi se raketni sustav Osa-M (NATO naziv SA-N-4 Gecko). Sastoji se od radio-ručno vođenih raketa RZ-13, dvostrukog sklopivog lansera ZIF-122, uređaja za upravljanje gađanjem i trenera za obuku operatera. Raketa RZ-13 može efikasno uništavati ciljeve koji lete na visinama od 50 metara do 6000 metara i na udaljenostima do 15 kilometara. Sustav Osa-M je jednokanalan po cilju i dvokanalan po raketi.
Za protupodmorničku borbu Kotor koristi dva lansera protu-podmorničkih dubinskih bombi RBU-6000 koji su smješteni na pramcu broda.

### Radari i senzori
Kotor je opremljen s više senzora za otkrivanje i praćenje ciljeva. Za praćenje zračne i površinske situacije koristi se radar MR-302 dometa 110 km za prosječan radarski zračni cilj, dok je radar Decca RM 1226 namijenjen za navigaciju. Radarski sustav MPZ-301 (Pop Group) se koristi za upravljanje vatrom raketnog sustava PZO Osa-M, a za upravljanje artiljerijskom vatrom koriste se relativno suvremeni nadzorni i ciljački radari sustava 9LV-200 MK-2 i ciljački radar MR-104 Ris, starije generacije. Od ostalih senzora brod ima aktivni sonar, detektor radijacije, detektor laserskog ozračenja i detektor radarskog ozračenja. Za obranu od protubrodskih raketa, fregata ima lansere IC i radarskih mamaca tipa Barricade.

## Poveznice
- Fregate klase Koni
- VPBR-31 Split - veliki patrolni brod klase Koni, koja je poslužila kao osnova za klasu Kotor